# Großsteingrab Gandløse Orne 4
Das Großsteingrab Gandløse Orne 4 ist eine megalithische Grabanlage der jungsteinzeitlichen Nordgruppe der Trichterbecherkultur im Kirchspiel Ganløse in der dänischen Kommune Egedal.

## Lage
Das Grab liegt nordöstlich von Ganløse am Westrand des Waldgebiets Ganløse Ore. In der näheren Umgebung gibt bzw. gab es zahlreiche weitere megalithische Grabanlagen.

## Forschungsgeschichte
Im Jahr 1875 führten Mitarbeiter des Dänischen Nationalmuseums eine Dokumentation der Fundstelle durch. Eine weitere Dokumentation erfolgte 2008 durch Mitarbeiter des Kroppedal Museums.

## Beschreibung
Die Anlage besitzt eine nordwest-südöstlich orientierte Hügelschüttung mit einer erhaltenen Länge von etwa 28 m (ursprünglich wohl noch etwas mehr) und einer Breite von 12,5 m. Die Höhe wurde 1875 mit 1,9 m angegeben, heute erhebt sich der Hügel nur noch leicht über das umgebende Gelände. Es sind mehrere tief in der Erde steckende Steine zu erkennen (Teile der Umfassung?).
6 m vom südöstlichen Ende des Hügels befinden sich die Reste der Grabkammer. Diese wird als Dolmen angesprochen. Von der Kammer ist nur noch ein einzelner Stein erhalten, bei dem es sich wohl um einen Wandstein einer Langseite handelt. Er hat eine Länge von 1,6 m und ist wie der Hügel nordwest-südöstlich orientiert. Der Rest der Kammer zeichnet sich nur noch als Vertiefung ab.